# آني شتاينر
آني شتاينر (بالفرنسية: Annie Steiner)، (مواليد حجوط، 7 فبراير 1928) هي مناضلة جزائرية بجبهة التحرير الوطني.

## السيرة

### الطفولة والتعليم
آني شتاينر جزائرية من أصل فرنسي، فهي ابنة أسرة من ذوي الأقدام السوداء. تخرجت في 1949، وعملت في المراكز الاجتماعية الجزائرية التي أنشأتها جيرمان تيون. كانت مهمة تلك المراكز هي تقديم المساعدة الطبية وتعليم السكان القراءة والكتابة.
بعد فترة وجيزة من سلسلة هجمات توسان روج، بدأت آني شتاينر التواصل مع نشطاء جبهة التحرير الوطني. ساهمت في نقل رسائل مكّنت من إبرام الاتفاقيات بين جبهة التحرير الوطني والحزب الشيوعي الجزائري.
ألقي القبض عليها في أكتوبر 1956، واحتجزت في سجن سركاجي. في مارس 1957، حُكم عليها بالسجن لمدة خمس سنوات. أطلق سراحها في 1961، وذهبت إلى سويسرا الناطقة بالألمانية حيث عاشت مع زوجها وابنتيها.
بعد استقلال الجزائر، عادت آني شتاينر إلى الجزائر واختارت الجنسية الجزائرية. لاحقاً شغلت منصب مديرة في الأمانة العامة للحكومة لأكثر من ثلاثين عامًا.

### الوفاة
توفيت بالجزائر ودفنت فيها في 21 أبريل 2021.

## الأوسمة
- وسام الاستحقاق الوطني الجزائري.

## روابط خارجية
- مقطع فيديو لآني شتاينر على يوتيوب